# Batterij aan de IJweg
Het Batterij aan de IJweg was een versterking van de Stelling van Amsterdam tussen Fort bij Hoofddorp en Fort bij Vijfhuizen op de Geniedijk Haarlemmermeer ter hoogte van de acces IJweg.
Het fort is voor een groot deel afgebroken. Een kruitmagazijn is onder een aarden heuvel nog aanwezig. Boven op de heuvel staat sinds 1978 het beeldwerk De Verrekijker. De geniedijk en de Batterij maakten in 2002 onderdeel uit van de Floriade.

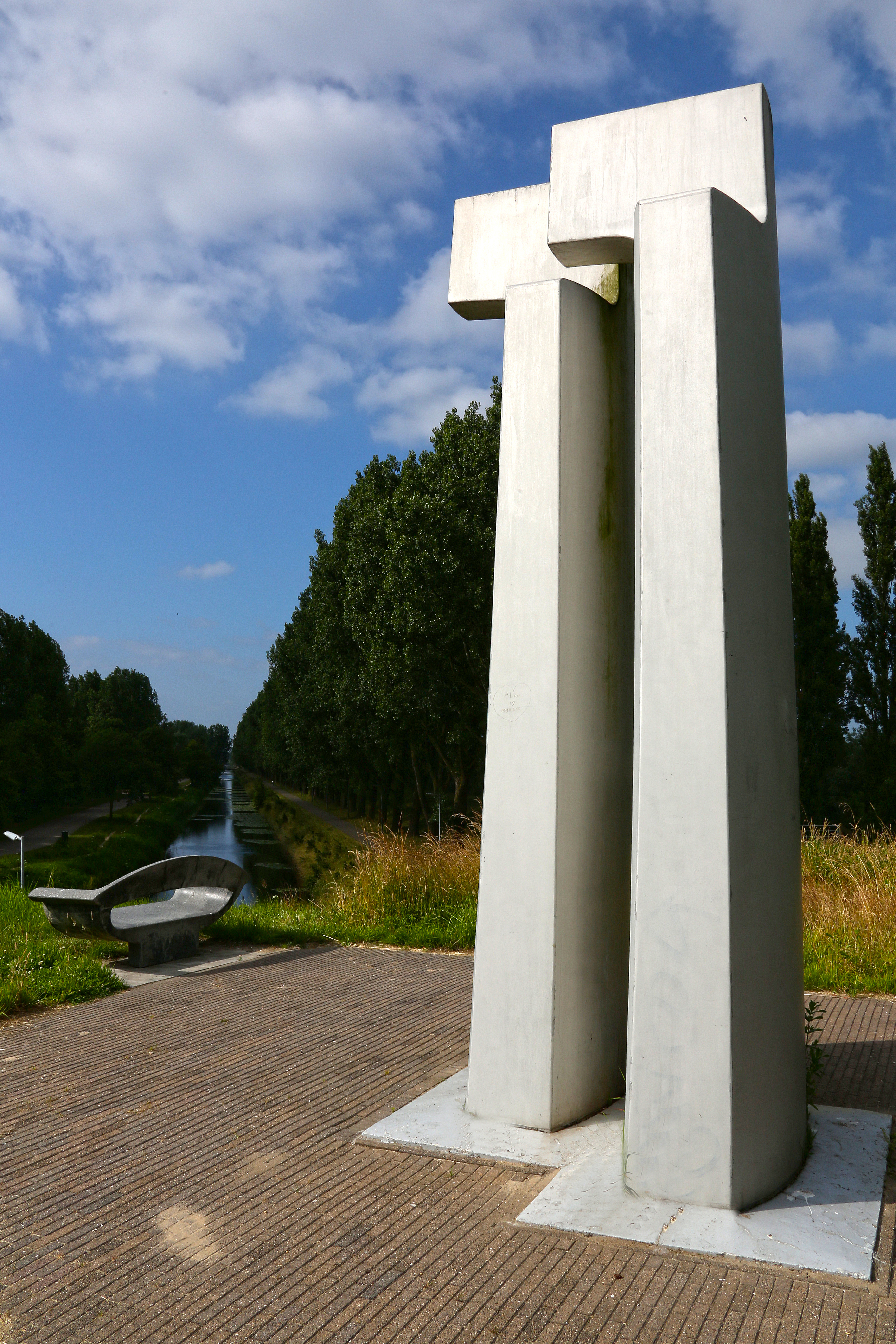
Sculptuur de Verrekijker